# Refuge du Nant du Beurre
Le refuge du Nant du Beurre est un refuge de montagne situé sur la commune de  La Léchère, dans le département de la Savoie en région Auvergne-Rhône-Alpes.

## Géographie
Le refuge est installé dans les alpages de Grand Naves, sur le territoire communal de  La Léchère en Tarentaise. Le versant appartient au massif du Beaufortain.
Il est situé sur le tour du Beaufortain, entre la station de ski de fond de Grand Naves et le Cormet d’Arêches.

## Histoire
La première pierre du nouveau refuge a été déposée le 24 août 2011 en présence notamment de  MM. Jean-Jack Queyranne, président du conseil régional de Rhône-Alpes, Christophe Mirmand, préfet de Savoie, Hervé Gaymard, président du conseil général de la Savoie et André Pointet, président de la communauté de communes des Vallées d'Aigueblanche. Il est inauguré un an plus tard. Il a été réalisé afin d'élargir l'offre touristique dans le respect de l'environnement,.

## Caractéristiques

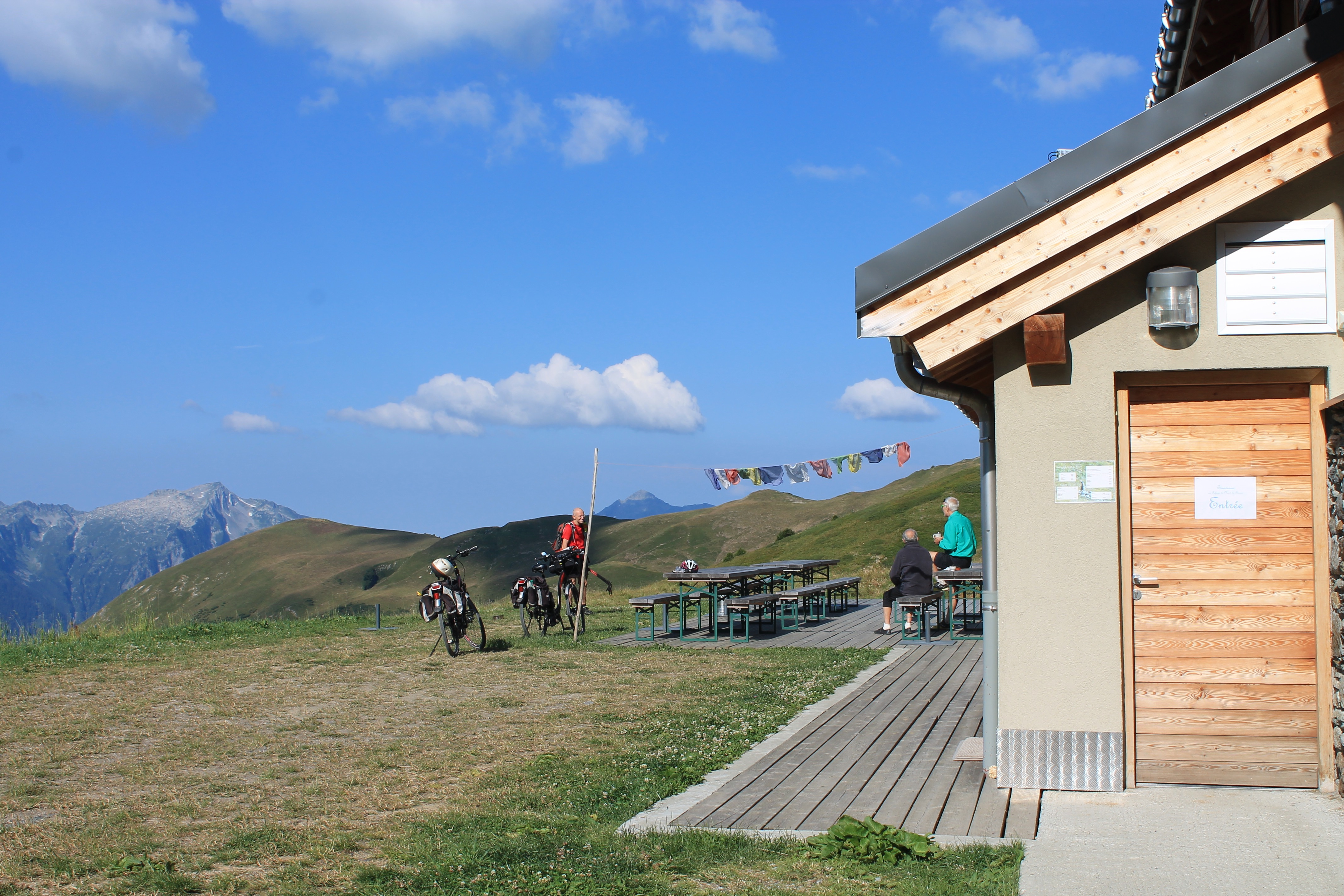
Terrasse du refuge.

Le bâtiment a été réalisé par l’architecte chambérien Christian Patey. Il a été élaboré comme un bâtiment basse consommation. Les matériaux utilisés pour son élaboration sont la pierre naturelle, pour les murs, et son bardage en mélèze.
Ouvert toute l'année, le refuge offre une capacité d'accueil d'une trentaine de lits.